# 스태빌리티 AI
스태빌리티 AI(Stability AI Ltd)는 영국에 본사를 둔 인공지능 기업으로, 텍스트-이미지 모델인 스테이블 디퓨전으로 가장 잘 알려져 있다.

## 역사와 설립
스태빌리티 AI는 2019년 에마드 모스타크와 사이러스 호즈가 설립했다.
2022년 8월, 스태빌리티 AI는 소스 코드와 가중치를 공개하는 텍스트-이미지 모델 스테이블 디퓨전을 출시하며 명성을 얻었다.
2024년 3월 23일, 에마드 모스타크는 CEO 직에서 사임했다. 이사회는 COO인 산 산 웡(Shan Shan Wong)과 CTO인 크리스티앙 라포르테(Christian Laforte)를 임시 공동 CEO로 임명했다.
2024년 6월 25일, 시각 효과 기업 웨타 디지털의 전 CEO였던 프렘 아카라주가 회사의 CEO로 임명되었다.

## 자금 조달 및 투자자
회사의 자금 조달 역사에서 주목할 만한 이정표는 코투(Coatue)와 라이트스피드 벤처 파트너스(Lightspeed Venture Partners)가 주도하고 오쇼너시 벤처스 LLC(O’Shaughnessy Ventures LLC)도 참여한 1억 1백만 달러 투자 라운드였다.
2024년 6월 25일, 프렘 아카라주의 새 CEO 임명과 함께 스태빌리티 AI는 그레이크로프트, 코투 매니지먼트, 사운드 벤처스, 라이트스피드 벤처 파트너스, 오쇼너시 벤처스와 같은 세계적인 투자 그룹으로부터 초기 투자 라운드를 완료했다고 발표했다. 기업가, 자선가이자 전 페이스북 사장인 숀 파커가 스태빌리티 AI 이사회에 상임 회장으로 합류했다. 2024년 9월 24일, 스태빌리티 AI는 영화 제작자, 기술 혁신가, 시각 효과 선구자인 제임스 카메론이 이사회에 합류했다고 발표했다.

## 제품 및 응용
스태빌리티 AI는 특히 스테이블 디퓨전을 통해 생성형 AI 분야에 기여했다. 이 AI 모델은 텍스트 설명으로부터 이미지를 생성할 수 있다. 스테이블 디퓨전 외에도 스태빌리티 AI는 비디오, 오디오, 3D 및 텍스트 모델을 개발한다. 스태빌리티 AI는 ARM 아키텍처와 협력하여 텍스트-오디오 모델인 Stable Audio Open을 Arm CPU로 구동되는 모바일 장치에 최적화했다.

## 소송
2023년 7월, 스태빌리티 AI 공동 설립자 사이러스 호즈는 CEO 에마드 모스타크와 회사를 상대로 사기, 허위 진술, 신탁 의무 위반 혐의로 소송을 제기했다. 호즈는 모스타크가 스태빌리티 AI가 본질적으로 가치가 없다는 허위 진술을 통해 2021년 10월과 2022년 5월 두 차례에 걸쳐 회사 지분 15%를 100달러에 매각하도록 속였다고 주장했다. 최종 거래 후 불과 3개월 만에 스태빌리티 AI는 10억 달러의 가치로 1억 1백만 달러의 자금을 조달했다. 소송은 현재 가치로 호즈의 지분이 1억 5천만 달러 이상의 가치가 있을 것이라고 주장한다. 호즈는 또한 모스타크가 호화로운 런던 아파트 임대료, 명품 쇼핑, 모스타크의 아내가 회사 자금으로 구매한 9만 달러 다이아몬드 반지 등 개인 경비를 지불하기 위해 회사 자금을 횡령했다고 비난했다.
별개로, 스태빌리티 AI는 게티 이미지가 자사의 AI 이미지 생성 시스템인 스테이블 디퓨전을 훈련시키기 위해 게티 이미지 컬렉션의 1,200만 장 이상의 사진을 오용했다고 비난하며 법적 문제에 직면했다. 델라웨어 연방 법원에 제기된 이 소송은 AI 훈련 데이터세트에서 저작권 자료 사용에 대한 광범위한 우려의 일부이다. 게티 이미지는 스태빌리티 AI가 사용자 프롬프트에서 정확한 묘사를 생성하는 스테이블 디퓨전의 능력을 향상시키기 위해 적절한 라이선스 없이 이 이미지들을 복사했다고 주장한다.